# AT&T Center
 «Ей-Ті-енд-Ті-центр»  (англ. AT&T Center) — спортивний комплекс у Сан-Антоніо, Техас (США), відкритий у 2002 році. Місце проведення міжнародних змагань з кількох видів спорту і домашня арена для команди Сан-Антоніо Сперс, НБА.
Координати : 29°25′37.23″ пн. ш. 98°26′15.16″ зх. д. / 29.4270083° пн. ш. 98.4375444° зх. д.

## місткість
- Баскетбол 18 797
- Хокей із шайбою 13 000